# Powiat Hatvan
Powiat Hatvan (węg. Hatvani járás) – jeden z siedmiu powiatów komitatu Heves na Węgrzech. Siedzibą władz jest miasto Hatvan.

## Miejscowości powiatu Hatvan
- Apc
- Boldog
- Csány
- Ecséd
- Hatvan
- Heréd
- Hort
- Lőrinci
- Nagykökényes
- Petőfibánya
- Rózsaszentmárton
- Zagyvaszántó